# Leinster Rugby
Maillots
Actualités
Dernière mise à jour : 11 juillet 2025.
Leinster Rugby est l'une des quatre provinces irlandaise de rugby à XV. Fondé en 1875, elle représente la province du Leinster et le siège de l'équipe est à Dublin. La province évolue dans le United Rugby Championship et participe à la Champions Cup.
Le Leinster est une des équipes les plus titrées du rugby mondial, son palmarès lui vaut d'être à la première place du classement des équipes européens établi par l'ERC de 2012 à 2015. La province figure à la troisième place en 2016. Auparavant, la province joue ses matchs au Donnybrook Rugby Ground. Établis depuis 2005 dans la RDS Arena, les Dublinois ont remporté neuf United Rugby Championship (ex-Celtic League, Pro12 et Pro14), quatre Coupes d'Europe et un Challenge européen. Ainsi, le club est recordman de United Rugby Championship remporté.
Pour les grands matchs européens ou bien les matchs face à leurs rivaux du Munster, la province dispose de l'Aviva Stadium afin d'accueillir un maximum de supporters.

## Histoire

Provinces irlandaises de rugby à XV.

### Début amateur

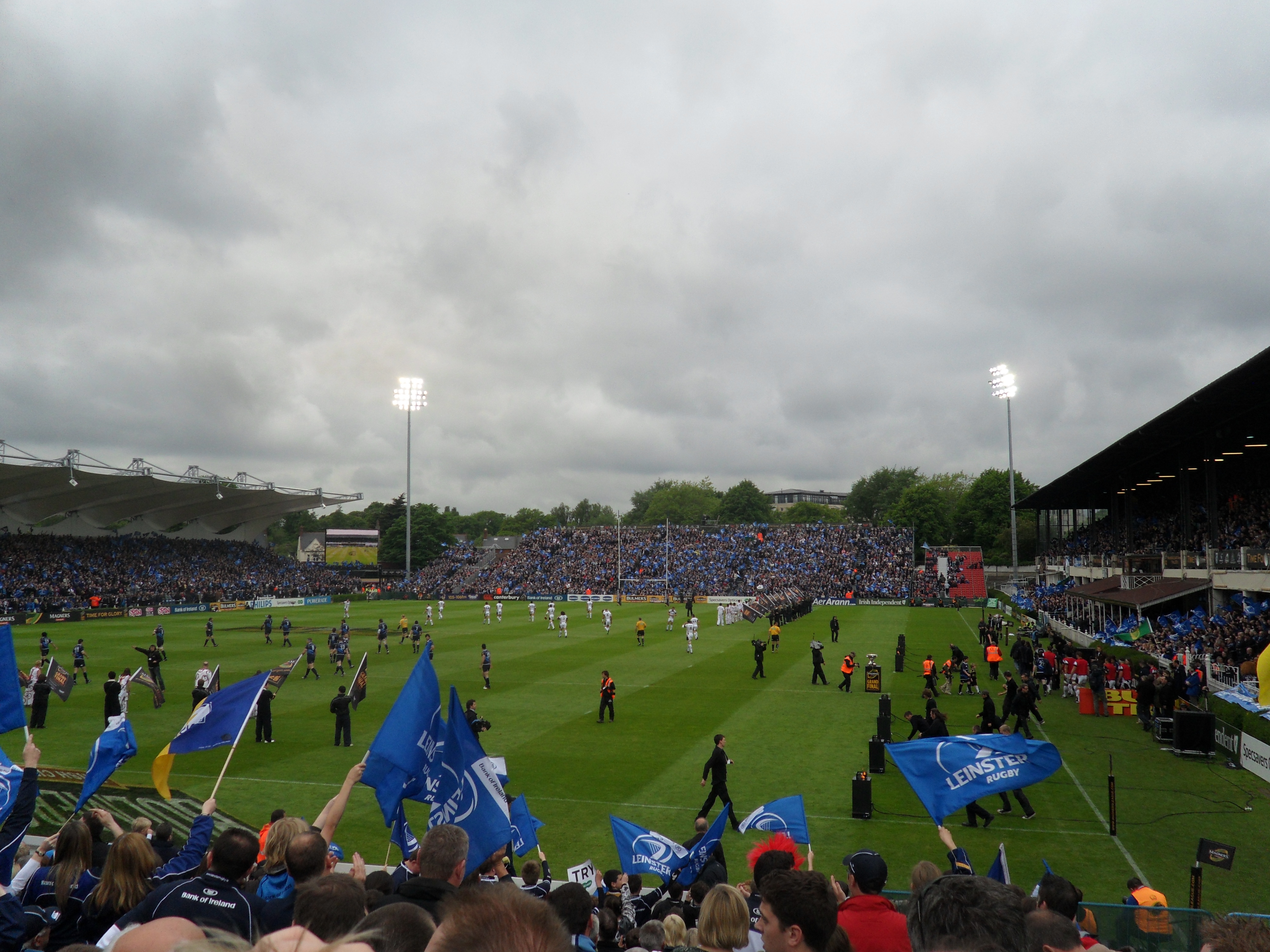
RDS Arena

La Direction générale du Leinster a été créée en 1879 lors d'une réunion au 63 Grafton Street à Dublin. Dans les jours amateurs, les quatre provinces ont joué les unes contre les autres dans le Championnat interprovincial. Les premiers matches interprovinciaux entre le Leinster, l'Ulster et le Munster ont eu lieu en 1875. À cette époque les matchs étaient joués avec 20 joueurs de chaque côté. Avant l'avènement du rugby professionnel, les clubs de rugby irlandais étaient plus populaires que les équipes provinciales.

### Leinster Lions
Le Leinster se professionnalise au milieu des années 1990. Le surnom « Leinster Lions » a vu le jour durant la saison 2001-2002 à la suite d'une initiative de marketing conjoint entre Leinster Rugby et son sponsor vestimentaire la marque néo-zélandaise Canterbury of New Zealand.

### Succès en Europe et en Ligue celtique
Le Leinster a participé à toutes les éditions de la Coupe d'Europe et de la Celtic League. Son bilan est globalement positif. Le club remporte son 1er titre européen en 2009 en battant les Leicester Tigers sur le score de 19 à 16 à Murrayfield. Leinster remporte le titre pour la deuxième fois en 2011 contre Northampton au Millennium Stadium sur le score de 33-22. Cette finale est marquée par un retour surprenant de Leinster en 2e mi-temps: mené 22-6 (avec 3 essais encaissés), les joueurs de Leinster font un 27-0 (dont 3 essais) durant les 40 dernières minutes. Leinster remporte leur troisième titre en 2012 contre l'Ulster 42-14. Leinster remporte son premier Challenge Européen en 2013 contre le Stade Français 34-13. Du côté de la Celtic League, Leinster a 4 titres (2001, 2008, 2013 et 2014) et a terminé 2e en 2006, 2010, 2011 et 2012.

## Identité visuelle

Drapeau de la province du Leinster.

### Logo

Évolution du logo
Ancien logo.

## Palmarès
- Coupe d'Europe/Champions Cup :
  - Vainqueur (4) : 2009, 2011, 2012 et 2018.
  - Finaliste (4) : 2019, 2022, 2023 et 2024.
- Challenge européen :
  - Vainqueur (1) : 2013.
- United Rugby Championship :
  - Champion (8) : 2001, 2008, 2013, 2014, 2018, 2019, 2020, 2021 et 2025.
  - Vice-champion (5) : 2006, 2010, 2011, 2012 et 2016.
- Championnat inter-provinces :
  - Vainqueur : 22

L'équipe première du Leinster dispute vingt finales dont les détails sont donnés dans le tableau suivant.
| Compétition               | Date de la finale | Vainqueur        | Score   | Finaliste          | Lieu de la finale                  | Spectateurs       |
| ------------------------- | ----------------- | ---------------- | ------- | ------------------ | ---------------------------------- | ----------------- |
| Celtic League             | 15 décembre 2001  | Leinster         | 24 – 20 | Munster            | Lansdowne Road, Dublin             | 30 000            |
| Coupe d'Europe            | 23 mai 2009       | Leinster         | 19 – 16 | Leicester Tigers   | Murrayfield Stadium, Édimbourg     | 66 523            |
| Celtic League             | 29 mai 2010       | Ospreys          | 17 – 12 | Leinster           | RDS Arena, Dublin                  | 19 750            |
| Coupe d'Europe            | 21 mai 2011       | Leinster         | 33 – 22 | Northampton Saints | Millennium Stadium, Cardiff        | 72 456            |
| Celtic League             | 28 mai 2011       | Munster          | 19 – 9  | Leinster           | Thomond Park, Limerick             | 26 100            |
| Coupe d'Europe            | 19 mai 2012       | Leinster         | 42 – 14 | Ulster             | Twickenham, Londres                | 81 774            |
| Pro12                     | 27 mai 2012       | Ospreys          | 31 – 30 | Leinster           | RDS Arena, Dublin                  | 18 500            |
| Challenge européen        | 17 mai 2013       | Leinster         | 34 – 13 | Stade français     | RDS Arena, Dublin                  | 20 396            |
| Pro12                     | 25 mai 2013       | Leinster         | 24 – 18 | Uster              | RDS Arena, Dublin                  | 19 200            |
| Pro12                     | 31 mai 2014       | Leinster         | 34 – 12 | Glasgow            | RDS Arena, Dublin                  | 19 200            |
| Pro12                     | 28 mai 2016       | Connacht         | 20 – 10 | Leinster           | Stade de Murrayfield, Edimbourg    | 34 550            |
| Coupe d'Europe            | 12 mai 2018       | Leinster         | 15 – 12 | Racing 92          | Stade San Mamés, Bilbao            | 52 282            |
| Pro14                     | 26 mai 2018       | Leinster         | 40 – 32 | Llanelli Scarlets  | Aviva Stadium, Dublin              | 46 092            |
| Coupe d'Europe            | 11 mai 2019       | Saracens         | 20 – 10 | Leinster           | St James' Park, Newcastle          | 52 405            |
| Pro14                     | 25 mai 2019       | Leinster         | 18 – 15 | Glasgow Warriors   | Celtic Park, Glasgow               | 47 128            |
| Pro14                     | 12 septembre 2020 | Leinster         | 27 - 5  | Ulster             | Aviva Stadium, Dublin              | Match à huis clos |
| Pro14                     | 27 mars 2021      | Leinster         | 16 - 6  | Munster            | RDS Arena, Dublin                  | Match à huis clos |
| Coupe d'Europe            | 28 mai 2022       | Stade rochelais  | 24 – 21 | Leinster           | Stade Vélodrome, Marseille         | 59 600            |
| Champions Cup             | 20 mai 2023       | Stade rochelais  | 27 – 26 | Leinster           | Aviva Stadium, Dublin              | 51 700            |
| Champions Cup             | 25 mai 2024       | Stade toulousain | 31 - 22 | Leinster           | Tottenham Hotspur Stadium, Londres | 61 531            |
| United Rugby Championship | 14 juin 2025      | Leinster         | 32 - 7  | Bulls              | Croke Park, Dublin                 | 46 127            |

## Personnalités du club

### Joueurs emblématiques

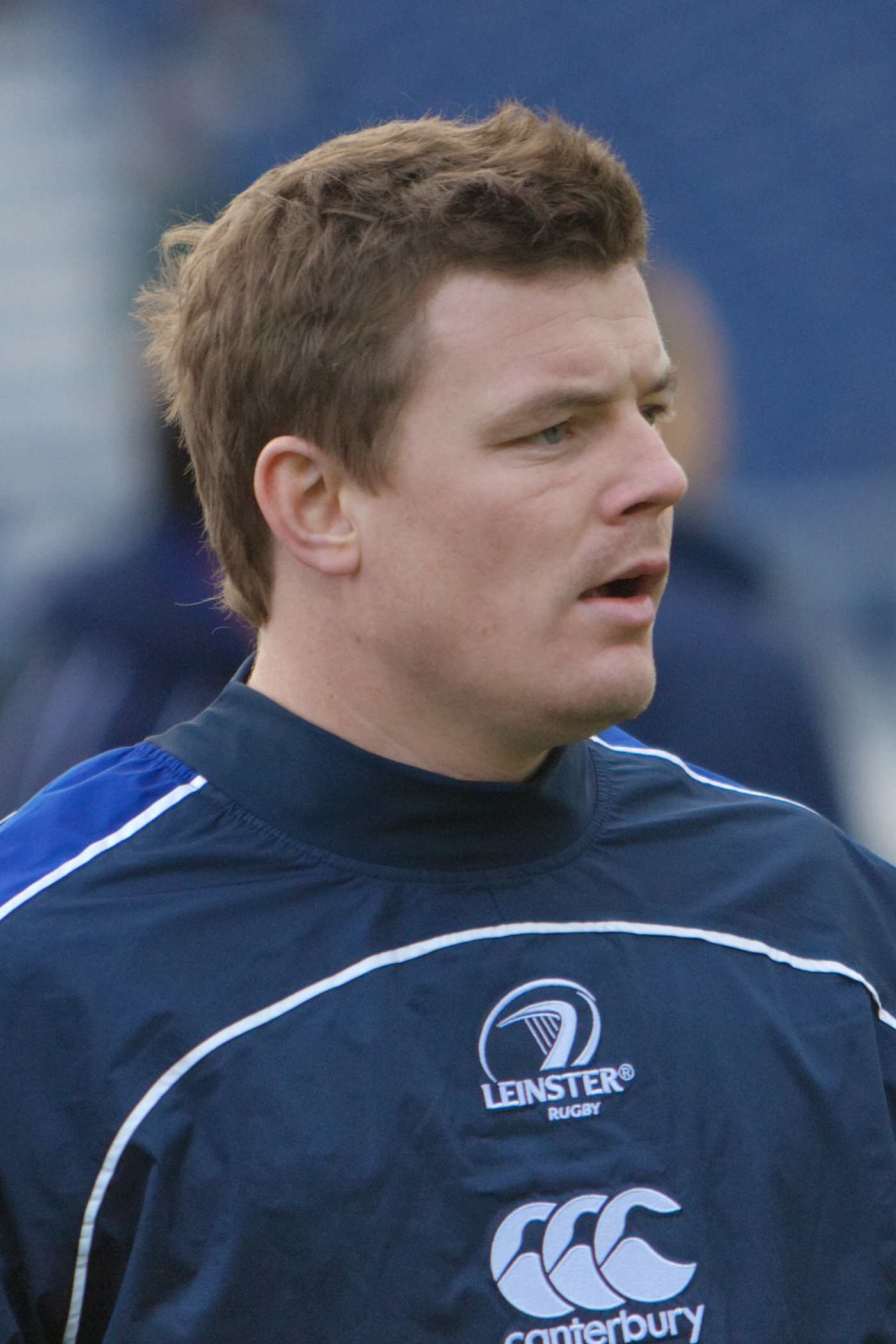
Brian O'Driscoll.

| - Brian O'Driscoll - Ollie Campbell - Felipe Contepomi - Nathan Hines - Victor Costello - Gordon D'Arcy - Cian Healy - Shane Horgan - Girvan Dempsey - Rocky Elsom | - Owen Finegan - Mike Gibson - Denis Hickie - CJ van der Linde - Devin Toner - Luke Fitzgerald - Heinke van der Merwe - Ollie Le Roux - Zane Kirchner - Eoin Reddan | - Bernard Jackman - Sean O'Brien - Leo Cullen - Rob Kearney - Malcolm O'Kelly - Jamie Heaslip - Guy Easterby - Jonathan Sexton - Chris Whitaker - Isa Nacewa |

### Effectif 2024-2025
Le tableau suivant récapitule l'effectif professionnel du Leinster Rugby pour la saison 2024-2025.
En cours de saison Jordie Barrett doit rejoindre le Leinster pour disputer la deuxième partie de la saison 2024-2025.
| Nom                      | Naissance         | Nationalité sportive | Sélections (points) | Dernier club  | Arrivée au club |
| Talonneurs               | Talonneurs        | Talonneurs           | Talonneurs          | Talonneurs    | Talonneurs      |
| ------------------------ | ----------------- | -------------------- | ------------------- | ------------- | --------------- |
| Lee Barron               | 15 février 2001   | Irlande              | -                   | Formé au club | 2021            |
| Rónan Kelleher           | 24 janvier 1998   | Irlande              | 39 (40)             | Formé au club | 2019            |
| Gus McCarthy             | 23 juillet 2003   | Irlande              | 6 (10)              | Formé au club | 2024            |
| John McKee               | 15 février 2000   | Irlande              | -                   | Formé au club | 2021            |
| Dan Sheehan              | 17 septembre 1998 | Irlande              | 32 (75)             | Formé au club | 2020            |
| Piliers                  |                   |                      |                     |               |                 |
| Jack Boyle               | 10 mars 2002      | Irlande              | 4 (0)               | Formé au club | 2021            |
| Tom Clarkson             | 22 février 2000   | Irlande              | 8 (5)               | Formé au club | 2020            |
| Tadhg Furlong            | 14 novembre 1992  | Irlande              | 79 (25)             | Formé au club | 2013            |
| Cian Healy               | 7 octobre 1987    | Irlande              | 137 (65)            | Formé au club | 2006            |
| Paddy McCarthy           | 28 mai 2003       | Irlande              | -                   | Formé au club | 2023            |
| Michael Milne            | 5 mai 1999        | Irlande              | 2 (0)               | Formé au club | 2019            |
| Andrew Porter            | 16 janvier 1996   | Irlande              | 75 (30)             | Formé au club | 2016            |
| Rabah Slimani            | 18 octobre 1989   | France               | 57 (20)             | ASM Clermont  | 2024            |
| Deuxièmes lignes         |                   |                      |                     |               |                 |
| Ryan Baird               | 26 juillet 1999   | Irlande              | 29 (10)             | Formé au club | 2019            |
| Brian Deeny              | 3 février 2000    | Irlande              | -                   | Formé au club | 2021            |
| Joe McCarthy             | 26 mars 2001      | Irlande              | 19 (10)             | Formé au club | 2022            |
| James Ryan               | 24 juillet 1996   | Irlande              | 72 (25)             | Formé au club | 2016            |
| RG Snyman                | 29 juillet 1995   | Afrique du Sud       | 40 (10)             | Munster       | 2024            |
| Troisièmes lignes aile   |                   |                      |                     |               |                 |
| Will Connors             | 4 avril 1996      | Irlande              | 9 (15)              | Formé au club | 2017            |
| James Culhane            | 22 octobre 2002   | Irlande              | -                   | Formé au club | 2022            |
| Diarmuid Mangan          | 6 mars 2003       | Irlande              | -                   | Formé au club | 2024            |
| Scott Penny              | 22 septembre 1999 | Irlande              | -                   | Formé au club | 2018            |
| Alex Soroka              | 19 février 2001   | Irlande              | -                   | Formé au club | 2021            |
| Josh van der Flier       | 25 avril 1993     | Irlande              | 73 (60)             | Formé au club | 2014            |
| Troisièmes lignes centre |                   |                      |                     |               |                 |
| Jack Conan               | 29 septembre 1992 | Irlande              | 51 (65)             | Formé au club | 2014            |
| Max Deegan               | 1er octobre 1996  | Irlande              | 4 (0)               | Formé au club | 2016            |
| Caelan Doris             | 2 avril 1998      | Irlande              | 51 (45)             | Formé au club | 2018            |
| Demis de mêlée           |                   |                      |                     |               |                 |
| Cormac Foley             | 24 octobre 1999   | Irlande              | -                   | Formé au club | 2021            |
| Jamison Gibson-Park      | 23 février 1992   | Irlande              | 43 (35)             | Hurricanes    | 2016            |
| Luke McGrath             | 3 février 1993    | Irlande              | 19 (15)             | Formé au club | 2012            |
| Demis d'ouverture        |                   |                      |                     |               |                 |
| Harry Byrne              | 22 avril 1999     | Irlande              | 4 (10)              | Formé au club | 2019            |
| Ross Byrne               | 8 avril 1995      | Irlande              | 22 (56)             | Formé au club | 2015            |
| Sam Prendergast          | 12 février 2003   | Irlande              | 9 (73)              | Formé au club | 2023            |
| Centres                  |                   |                      |                     |               |                 |
| Robbie Henshaw           | 12 juin 1993      | Irlande              | 82 (50)             | Connacht      | 2016            |
| Ciarán Frawley           | 4 décembre 1997   | Irlande              | 9 (18)              | Formé au club | 2018            |
| Charlie Ngatai           | 17 août 1990      | Nouvelle-Zélande     | 1 (0)               | Lyon OU       | 2022            |
| Jamie Osborne            | 16 novembre 2001  | Irlande              | 8 (10)              | Formé au club | 2021            |
| Garry Ringrose           | 26 janvier 1995   | Irlande              | 67 (77)             | Formé au club | 2015            |
| Liam Turner              | 14 juillet 1999   | Irlande              | -                   | Formé au club | 2019            |
| Ailiers                  |                   |                      |                     |               |                 |
| Jordan Larmour           | 10 juin 1997      | Irlande              | 32 (35)             | Formé au club | 2016            |
| James Lowe               | 8 juillet 1992    | Irlande              | 40 (85)             | Chiefs        | 2017            |
| Tommy O'Brien            | 28 mai 1998       | Irlande              | 2 (20)              | Formé au club | 2019            |
| Rob Russell              | 13 janvier 1999   | Irlande              | -                   | Formé au club | 2021            |
| Arrières                 |                   |                      |                     |               |                 |
| Jordie Barrett           | 17 février 1997   | Nouvelle-Zélande     | 70 (304)            | Hurricanes    | 2024            |
| Hugo Keenan              | 18 juin 1996      | Irlande              | 46 (65)             | Formé au club | 2018            |
| Jimmy O'Brien            | 27 novembre 1996  | Irlande              | 10 (5)              | Formé au club | 2018            |

### Entraîneurs
| Période         | Entraîneur en chef         | Adjoint(s)                                                                                 | Titre(s)                                                 |
| 1970-1975       | Roly Meates                |                                                                                            |                                                          |
| 1997-2000       | Mike Ruddock               |                                                                                            |                                                          |
| 2000-2002       | Matt Williams              | Alan Gaffney (arrières)                                                                    | Celtic League 2001                                       |
| 2002-2003       | Matt Williams              | Willie Anderson (arrières)                                                                 |                                                          |
| 2003-2004       | Gary Ella                  |                                                                                            |                                                          |
| 2004-Avril 2005 | Declan Kidney              |                                                                                            |                                                          |
| Avril-Juin 2005 | Gerry Murphy (Par intérim) |                                                                                            |                                                          |
| 2005-2008       | Michael Cheika             | David Knox (arrières)                                                                      | Celtic League 2008                                       |
| 2008-2010       | Michael Cheika             | Jono Gibbes (avants) Alan Gaffney (arrières)                                               | H Cup 2009                                               |
| 2010-2013       | Joe Schmidt                | Jono Gibbes (avants)                                                                       | H Cup 2011 H Cup 2012 Challenge européen 2013 Pro12 2013 |
| 2013-2014       | Matt O'Connor              | Jono Gibbes (avants)                                                                       | Pro12 2014                                               |
| 2014-2015       | Matt O'Connor              | Leo Cullen (avants) Marco Caputo (mêlée)                                                   |                                                          |
| 2015-2016       | Leo Cullen                 | Girvan Dempsey (arrières) Kurt McQuilkin (défense) John Fogarty (mêlée)                    |                                                          |
| 2016-2018       | Leo Cullen                 | Stuart Lancaster (entraîneur principal) Girvan Dempsey (arrières) John Fogarty (mêlée)     | Champions Cup 2018 Pro14 2018                            |
| 2018-2019       | Leo Cullen                 | Stuart Lancaster (entraîneur principal) Felipe Contepomi (arrières) John Fogarty (mêlée)   | Pro14 2019                                               |
| 2019-2022       | Leo Cullen                 | Stuart Lancaster (entraîneur principal) Felipe Contepomi (arrières) Robin McBryde (avants) | Pro14 2020 Pro14 2021                                    |
| 2022-2023       | Leo Cullen                 | Stuart Lancaster (entraîneur principal) Andrew Goodman (arrières) Robin McBryde (avants)   |                                                          |
| 2023-2024       | Leo Cullen                 | Jacques Nienaber (entraîneur principal) Andrew Goodman (arrières) Robin McBryde (avants)   |                                                          |
| 2024-           | Leo Cullen                 | Jacques Nienaber (entraîneur principal) Tyler Bleyendaal (arrières) Robin McBryde (avants) |                                                          |